# River Country
River Country fu il primo parco acquatico della Walt Disney Parks and Resorts ad essere inaugurato nel Walt Disney World Resort, in Florida, Stati Uniti. Aprì il 20 giugno 1976 e venne chiuso definitivamente il 30 settembre 2001. Insieme a Discovery Island, esso è uno dei soli due parchi della Disney ad essere stati chiusi permanentemente. Entrambi i parchi vennero inizialmente abbandonati piuttosto che demoliti. Nel 2018 è stato annunciato che il sito sarà utilizzato per la costruzione di un nuovo hotel che si chiamerà Reflections – A Disney Lakeside Lodge.

## Storia

### Descrizione
Posizionato sulla riva di Bay Lake, vicino all'isola di Discovery Island, in Florida, River Country era caratterizzato da un tema tropicale con rocce e massi artificiali. Venne descritto come un "parco acquatico vecchio stile" con "un tocco di Huckleberry Finn". Il nome originario era "Pop's Willow Grove".
River Country venne descritto nel numero musicale del 1977 The Wonderful World of Disney nell'episodio "The Mouseketeers at Walt Disney World", che includeva una canzone chiamata "River Country" e vedeva l'allora attuale line-up dei Mouseketeers (come erano chiamati i componenti del The Mickey Mouse Club) della fine degli anni '70 che si godevano le attrazioni del parco.
Il parco comprendeva un fondo sabbioso usando le acque confluenti dall'adiacente Bay Lake, le quali vennero arginate creando una laguna con dei massi dall'aspetto naturale e una montagna artificiale che creava delle cascate che si riversavano negli scivoli per bambini. La mascotte del parco era Pippo e, nei primi anni, era molto frequentato da famiglie americane e turisti da tutto il mondo.

### Incidenti, calo delle presenze e chiusura
Nonostante il sistema di filtraggio, le acque del lago non vennero del tutto purificate: nel 1980 un ragazzino di 11 anni venne ucciso da una malattia mortale causata da un'ameba, la Naegleria fowleri. Ma non fu l'unico incidente: due anni dopo, un ragazzo di 14 anni del Dakota del Nord annegò dopo essere caduto nel lago alla fine dello scivolo "Whoop’n Holler". La famiglia del ragazzo fece causa alla compagnia per non aver messo i cartelli che avvisavano quanto fosse profonda l'acqua e alla fine la Disney dovette versare alla famiglia 375.000 dollari di risarcimento danni. Nel 1989 un altro adolescente, questa volta un tredicenne della Florida, annegò nel parco.
Nel 1989, Disney aprì un nuovo parco acquatico, Typhoon Lagoon. Esso aveva un parcheggio più grande, molti più scivoli, nuovi servizi, ed era molto più grande. Nel 1995, Disney aprì il suo terzo parco acquatico, Blizzard Beach. Dato che River Country era molto più piccolo rispetto a questi, ben presto, il parco si rivelò troppo piccolo e i turisti cominciarono a preferire le altre strutture molto più grandi e complete, per cui l’affluenza andò a scemare, ma il parco rimase, sopravvivendo alla concorrenza.
Il 30 settembre 2001, come ogni anno, River Country chiuse alla fine della stagione calda, con l'aspettativa di riaprire nella primavera del 2002. Ma dopo gli attacchi terroristici dell'11 settembre, il calo di attività per tutti i suoi parchi e hotel, spinse la Disney a fermare la riapertura di River Country. Il 20 gennaio 2005 la Walt Disney Company annunciò che River Country dovesse essere chiuso per sempre. Il parco non venne mai più riaperto.

### L'abbandono e l'annuncio di un nuovo hotel
Negli anni seguenti, dopo l'intrusione illegale di alcuni curiosi che ne fotografarono i resti, iniziarono a circolare su internet immagini del parco abbandonato, riaccendendo l'attenzione dei media di tutto il mondo sul suo destino.
A causa di ciò, il 25 agosto 2016, venne annunciato che la Disney avrebbe svuotato e coperto "Upstream Plunge", la piscina di oltre un milione di litri che giaceva abbandonata, anche se non c'erano piani immediati per abbattere le altre zone del parco. Nel corso del 2016 "Upstream Plunge" venne quindi drenata e riempita in modo da bonificare la zona che la ospitava.
Nel 2018 è stato annunciato che la Disney utilizzerà il sito dell'ex River Country per la costruzione di un nuovo hotel con oltre 900 stanze che si chiamerà Reflections – A Disney Lakeside Lodge la cui costruzione inizierà nel 2019 e la cui inaugurazione è stata prevista nel 2022. Tuttavia allo scoppio della Pandemia da COVID-19, ogni riferimento al progetto è stato rimosso da parte della Walt Disney Parks and Resorts sui vari media da essa controllati facendo intuire che il progetto sia stato rinviato o cancellato.
A gennaio 2023, l'albergo non risulta ancora aperto.